# Orlov (otok)
Orlov je otok u Tendrivskom zaljevu Crnog mora, koji se nalazi u Skadovskom rajonu (Hersonska oblast, Ukrajina). Površine je 27 hektara.

## Geografija
Smješten u istočnom dijelu Tendrivskog zaljeva Crnog mora - istočno od pješčanog spruda, između rta Sredni na poluotoku Jahorlik Kut i spruda Bili Kučuhuri na sprudu Tendrivska prevlaka. Obala je razvedena brojnim lagunama i jezerima. Obale laguna obrasle su trskom. Najviša točka otoka je 0,8 m. Nadmorska visina obalne crte je -0,4 m.
Od 1927. dio je Crnomorskog rezervat biosfere. Otok je smješten unutar Crnomorske depresije. Kontinentalnog je podrijetla, a nastao je prije otprilike 2,5-3 tisuće godina, tijekom posljednje transgresije Crnog mora; kad je konačno izgubio kontakt s kopnom, vjerojatno tijekom posljednjih 500 godina.

## Priroda
Uzvisine otoka prekrivene su šikarama tatarske kvinoje, kamilice, Asperugo, konjske kiselice i trske.
Gusta vegetacija i biotehničke mjere doprinijele su razmnožavanju ptica na otoku. Među pticama koje se gnijezde, najzastupljenije populacije su nesiti, veliki vranci, pontski galebovi i gavke (Somateria mollissima). Ovdje se gnijezde i patke, mogu se naći se vrapčarke, dok eje love ovdje.
Otok je dom rijetke vrste gmazova, navedene u Crvenoj knjizi Ukrajine - stepske zmije (Vipera renardi).

## Vanjske poveznice
- Otok Orlov
- Svjetla i video snimke pojavljivanja rogatih pelikana na Eagle Islandu